# Національна премія України імені Тараса Шевченка — лауреати 2017 року
Список лауреатів Національної премії України імені Тараса Шевченка за 2017 рік
| Номінація           | Лауреат                                              | Обґрунтування |
| ------------------- | ---------------------------------------------------- | --- |
| Кіномистецтво       | Коваль Степан Миколайович, режисер анімаційного кіно | за мультиплікаційний цикл «Моя країна — Україна», створення оригінальної пластичної кіномови і вагомий внесок в українську та європейську анімацію |
| Візуальне мистецтво | Малишко Микола Олексійович, художник                 | за проект «Лінія» (скульптура) |
| Література          | Малкович Іван Антонович, поет                        | за книгу поезій «Подорожник з новими віршами» |
| Музичне мистецтво   | Фроляк Богдана Олексіївна, композитор                | за музику на твори Тараса Шевченка: Симфонія-Реквієм «Праведная душе…», Хорова кантата «Цвіт», музичний твір «Присниться сон мені»                 |

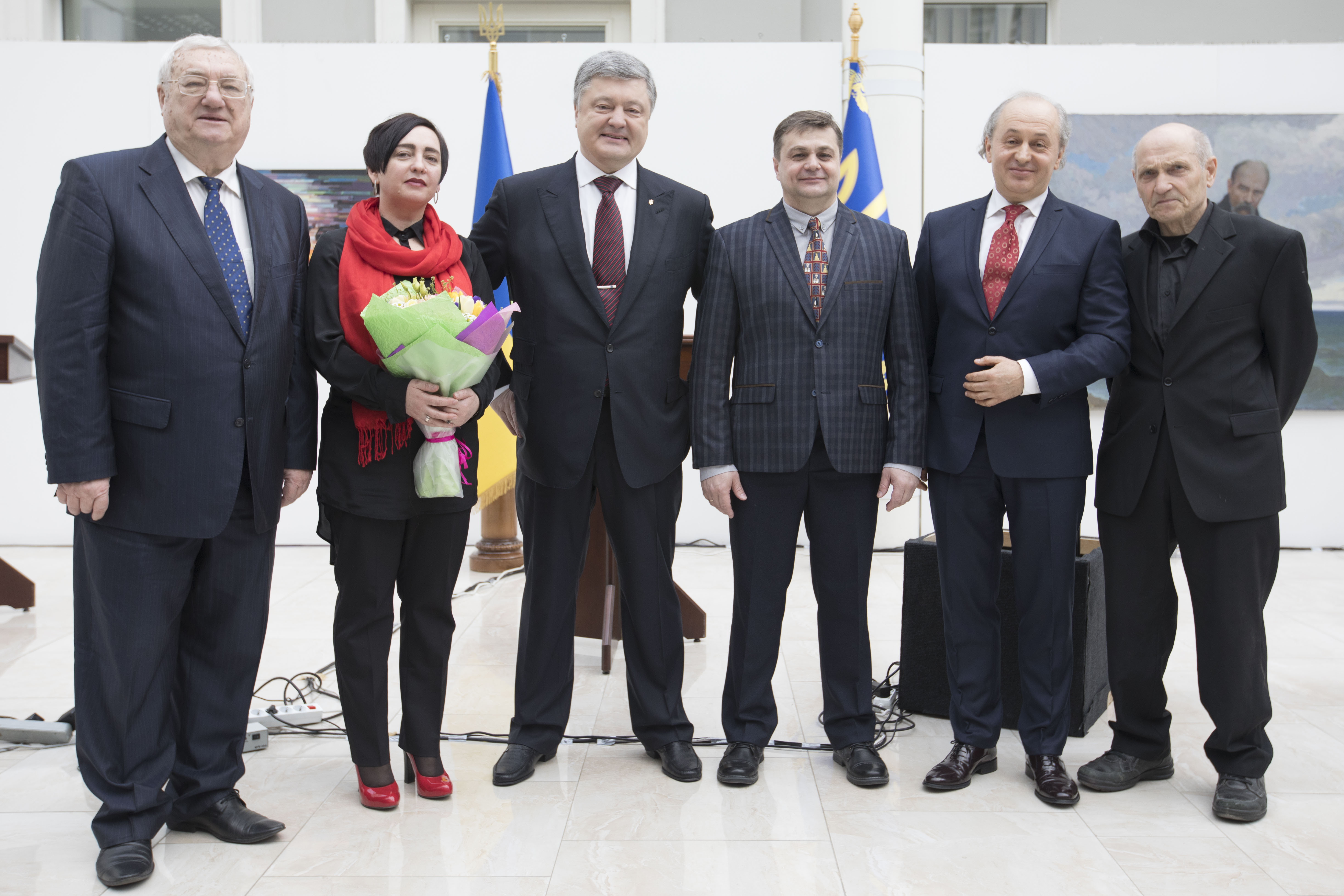
Президент України Петро Порошенко та голова комітету з присудження премії Юрій Щербак разом з лауреатами премії

Премії у номінації «Театральне мистецтво» цього року не присуджені.
На 2017 рік розмір Національної премії України імені Тараса Шевченка встановлений у розмірі 240 тисячі гривень кожна.